# راشيل آن نونيز
راشيل آن نونيز (بالإنجليزية: Rachel Ann Nunes)‏ (7 مايو 1966، بروفو في الولايات المتحدة)؛ روائية أمريكية.